# Lei da Grande Berlim

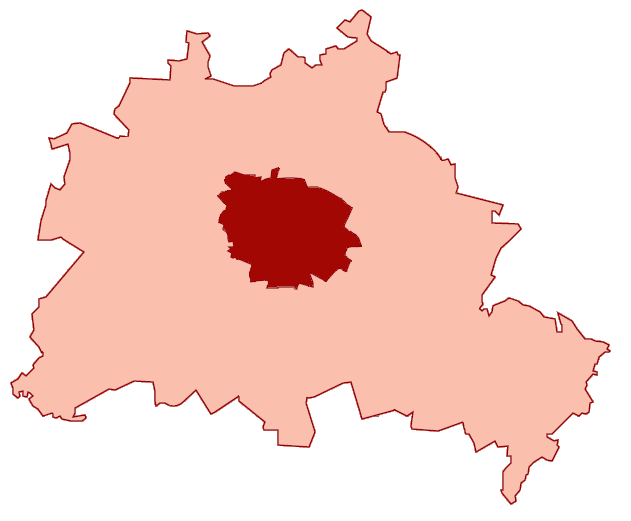
Limites municipais da Cidade de Berlim antes de 1920 (vermelho escuro) dentro da superfície da cidade ampliada de Grande Berlim (rosa)

A Lei da Grande Berlim (alemão: Groß-Berlin-Gesetz), ou mais inteiramente Lei acerca da constituição de um novo Município de Berlim (alemão: Gesetz über die Bildung einer neuen Stadtgemeinde Berlin), foi uma lei aprovada pelo governo prussiano em 1920, que ampliou consideravelmente o tamanho do município de Berlim.
O município de Berlim tornou-se, na época, no segundo maior do mundo por área, assim como, na terceira cidade mais populosa do mundo, atrás somente de Nova Iorque e Londres.

## História

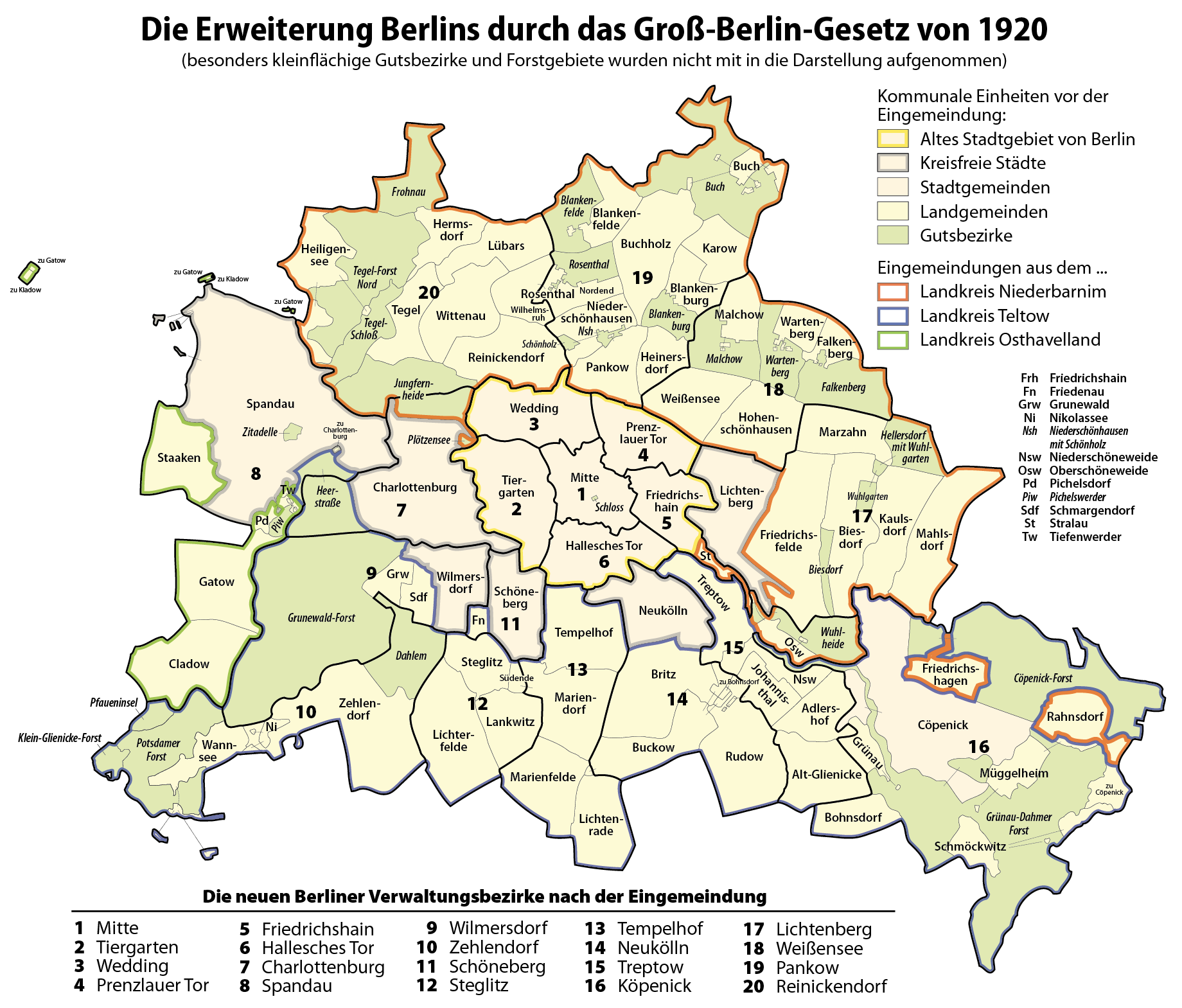
Mapa com os novos territórios anexados a Berlim em 1920

Berlim formava parte da Província de Brandemburgo desde 1815. Em 1º de abril de 1881, a cidade converteu-se no Stadkreis Berlin, um distrito urbano separado de Brandemburgo. A Lei da Grande Berlim foi discutida pelo Parlamento Prussiano, em 27 de abril de 1920, e obteve efeito real em 1º de outubro do mesmo ano. A região então designada Grande Berlim, adquiriu territórios da província de Brandemburgo e consistiu no seguinte:
- A cidade de Berlim (Alt-Berlin);
- 7 cidades que cercavam Berlim: Charlottenburg, Köpenick, Lichtenberg, Neukölln, Schöneberg, Spandau e Wilmersdorf;
- 59 comunidades rurais e 27 distritos imobiliários dos distritos circundantes de Niederbarnim, Osthavelland e Teltow;
- E os fundamentos do Berliner Stadtschloss que, curiosamente, até este ponto, formavam uma zona de imobiliárias em direito próprio.

A lei aumentou a área de Berlim em 13 vezes, no qual, possuía 66 km² (25,5 mi²) e passou para 883 km² (341 mi²). A população duplicou, passando de cerca de 1,9 milhão para quase 4 milhões, com cerca de 1,2 milhão de novos habitantes provenientes das 7 cidades circundantes.
A Grande Berlim foi então subdividida em 20 distritos (Verwaltungsbezirke):
- De Alt-Berlin: Mitte, Tiergarten, Wedding, Prenzlauer Berg, Kreuzberg e Friedrichshain;
- Um distrito para cada um dos 7 cidades previamente independentes: Charlottenburg, Köpenick, Lichtenberg, Neukölln, Schöneberg, Spandau e Wilmersdorf;
- 7 novos distritos criados das áreas remanescentes adicionadas. Cada um foi nomeado segundo a maior localidade na área naquela época: Pankow, Reinickendorf, Steglitz, Tempelhof, Treptow, Weißensee e Zehlendorf.

Através dessa lei, tornou-se possível implementar o planejamento urbano integrado em todo o território de Grande Berlim. Com isso, a lei foi uma importante fundação para o ascensão de Berlim como um centro cultural da Europa na década de 1920.
Além de alterações menores, a fronteira da cidade que foi definida pela lei, ainda é a mesma de hoje, apesar das várias mudança do caráter urbano ao longo dos anos. Originalmente, um mero limite municipal tornou-se uma linha de demarcação entre as zonas de ocupação após 1945: uma parte da Cortina de Ferro depois de 1949, como também, parte do comprimento do Muro de Berlim entre 1961 e 1990. Desde a reunificação da Alemanha, transformou-se na fronteira entre os estados alemães de Berlim e Brandemburgo